# AS XX

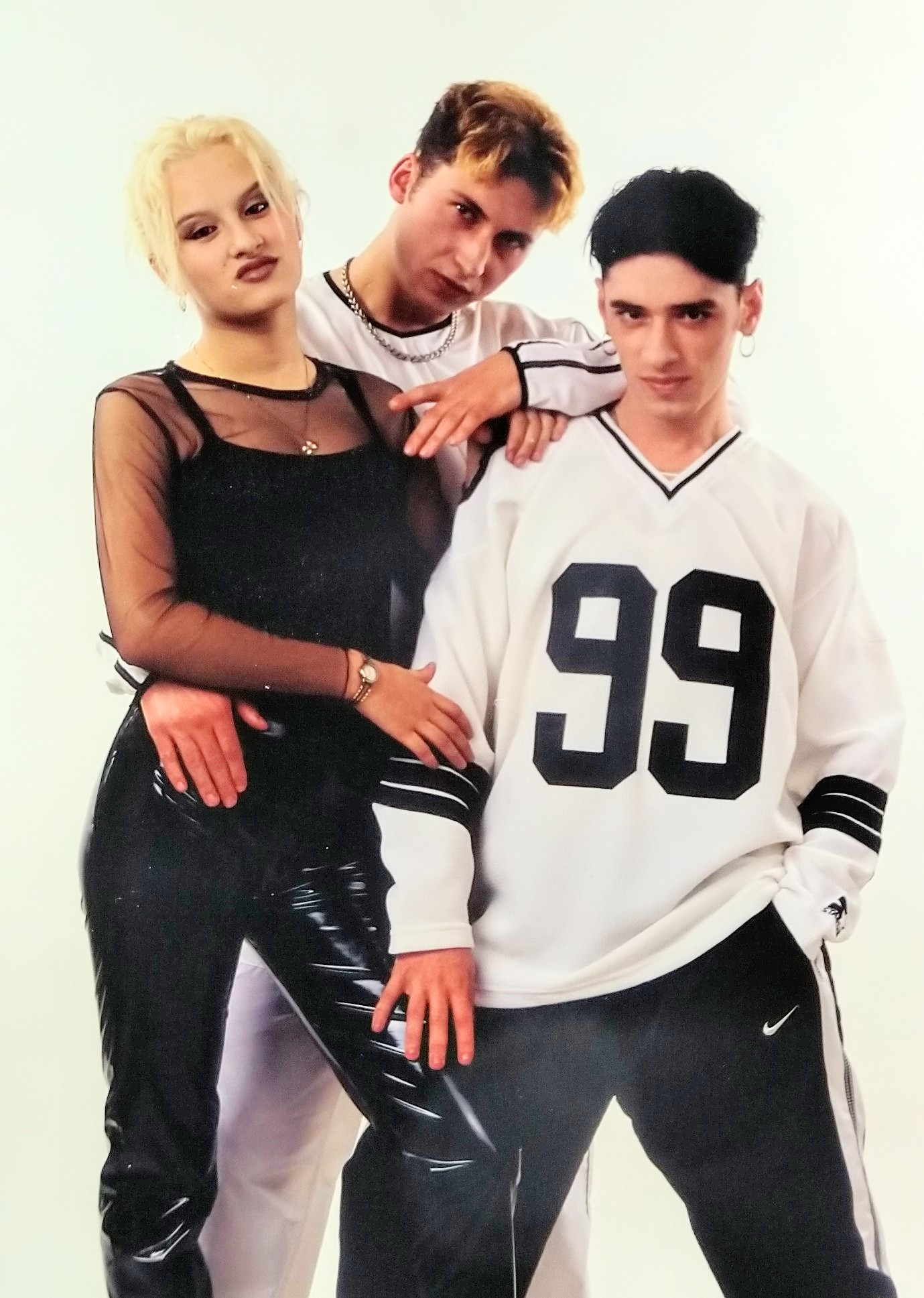

Trupa AS XX s-a înființat în anul 1997 la Galați, având în componență trei membri.
Primul lor album s-a numit "Inimă de gheață" single-ul fiind "Spune-mi de ce", o piesă tristă care a avut însă un succes neașteptat. 
După acest album a urmat "Inima te cheamă" în mai '99, piesa cu același nume făcând furori în discoteci și având priză la publicul de toate vârstele. Cu acest album au dat startul la numeroase apariții și concerte trupa fiind cotată
drept cel mai bun grup al momentului. Acest single a avut parte de un re-mix care a fost inclus pe EP-ul "Nu pot uita", februarie 2000, de unde ne amintim piese ca "Vreau" și "In amintirea ta".
În iunie 2000 Gabi părăsește trupa, Cristina și Ciprian continuând ascensiunea alături de binecunoscuta casă de discuri Cat Music / Media Services cu care au lansat EP-ul "Așa cum ai visat", single-ul beneficiind de un videoclip foarte reușit, ce a purtat emblema "Empire", în regia lui Andrei Păduraru. După succesul cu "Așa cum ai visat" a urmat dance-house-ul "Nu pleca", o piesă de rezistență.
Deja în plină ascensiune, având numeroase concerte și apariții, în timpul pregătirilor pentru un nou album, a avut loc un accident pe 24 septembrie 2000 în care Ciprian a decedat, iar Cristina foarte grav rănită a reușit să își revină după o lună și jumătate.
Hotărâtă să lupte și să ducă mai departe succesul trupei, după șapte luni de absență pe piața muzicală, Cristina revine într-o nouă formulă - Cristina și Alexandru Vișenoiu, Alexandru fiind elev la un liceu din București. Împreună au scos un album, "La bine și la greu", fiind ales ca single "Numai cu tine", acesta având și un videoclip ce poartă semnătura lui Cătălin Petru. Albumul a apărut la casa de producție Free Music cu care trupa a mai colaborat.

## Componenta
- Dodu Nicoleta
- Cristina Elena Munteanu
- Gabriel Pecheanu
- Ciprian Pantelimon (7 noiembrie 1977 - 24 septembrie 2000)
- Alexandru Vișenoiu

## Discografie

### Albume
Sursă:
- Inimă de gheață (1998)
- Inima te cheamă (1999)
- Așa cum ai visat (2000)
- La bine și la greu (2001)

### Hituri
- Inima te cheamă
- Așa cum ai visat
- Vreau
- Nu pleca
- La mare

## Apariții TV
Trupa a avut apariții foarte multe, inclusiv:
- ProTV
- Antena 1
- Prima TV
- Atomic

### Nu pleca
Ultima piesă pe care au lansat-o Ciprian și Cristina se numea "Nu pleca!". Făcuseră o primă parte a înregistrărilor pentru videoclipul acestei piese la ATOMIC TV. Vara au modificat prima variantă, făcând-o și mai frumoasă, și mai dansantă. "Un adevărat hit!", povestește cu durere George, fratele Oanei.

### La bine și la greu (2001)
La bine și la greu,” ultimul album al trupei As XX, lansat în vara anului 2001, este un omagiu adus colegului lor, Ciprian Pantelimon. Acest material discografic rămâne o emblemă a stilului europop românesc caracteristic anilor ‘90. 

### 2010 - Reunirea trupei
După 11 ani, formația AS XX a revenit în peisajul muzical românesc, apărând la trei emisiuni televizate. Anunțul a fost făcut în cadrul emisiunii "Neatza cu Răzvan și Dani" (Antena 1) unde AS XX a interpretat două piese. A lansat o variantă remixată, R&B, a hitului "Inima te cheamă" și piesa "Rien va plus”.